# Васильево-Петровский
Васи́льево-Петро́вский — посёлок в Азовском районе Ростовской области. Входит в состав Задонского сельского поселения.

## География
Расположен в 20 км (по дорогам) южнее районного центра — города Азов.

### Улицы
- ул. Надежда 2-я,
- ул. Строителей.

## Население
| 1989 | 2002 | 2010 |
| ---- | ---- | ---- |
| 389  | ↘339 | ↘303 |

Национальный состав
По данным переписи 1926 года по Северо-Кавказскому краю, в населённом пункте числилось 174 хозяйства и 973 жителя (476 мужчин и 497 женщин), из которых украинцы — 97,4 % или 948 чел.
Согласно результатам переписи 2002 года, в национальной структуре населения русские составляли 91 %.

## Транспорт
В посёлке находится станция Васильево-Петровская Северо-Кавказской железной дороги (код 515388).

## Достопримечательности
- В южной окраине посёлка находится памятник археологии — Курганный могильник «Васильево-Петровка-1» (2 насыпи). Памятник датируется II тысячелетием до н. э. — XIV веком н. э. Решением Малого Совета облсовета № 301 от 18 ноября 1992 года могильник внесен в список объектов культурного наследия местного значения под кодом № 6100291000[7].
- В 0,2—1 километре северо-восточнее посёлка находится памятник археологии — Курган «Васильево-Петровка-2». Памятник датируется II тысячелетием до н. э. — XIV веком н. э. Решением Малого Совета облсовета № 301 от 18 ноября 1992 года могильник внесен в список объектов культурного наследия местного значения под кодом № 6100292000[8].